# Xanthoparmelia gyrophorica
Xanthoparmelia gyrophorica är en lavart som beskrevs av Hale. Xanthoparmelia gyrophorica ingår i släktet Xanthoparmelia och familjen Parmeliaceae.   Inga underarter finns listade i Catalogue of Life.